# Pete McCaffrey
John Paul McCaffrey, (nacido el 24 de enero de 1938 en Tucson, Arizona y fallecido el 4 de marzo de 2012 EN Bellaire, Florida) fue un jugador de baloncesto estadounidense. Con 1.98 de estatura, su puesto natural en la cancha era el de alero. Fue campeón olímpico con Estados Unidos en los Juegos Olímpicos de Tokio de 1964.